# Nizina Turańska

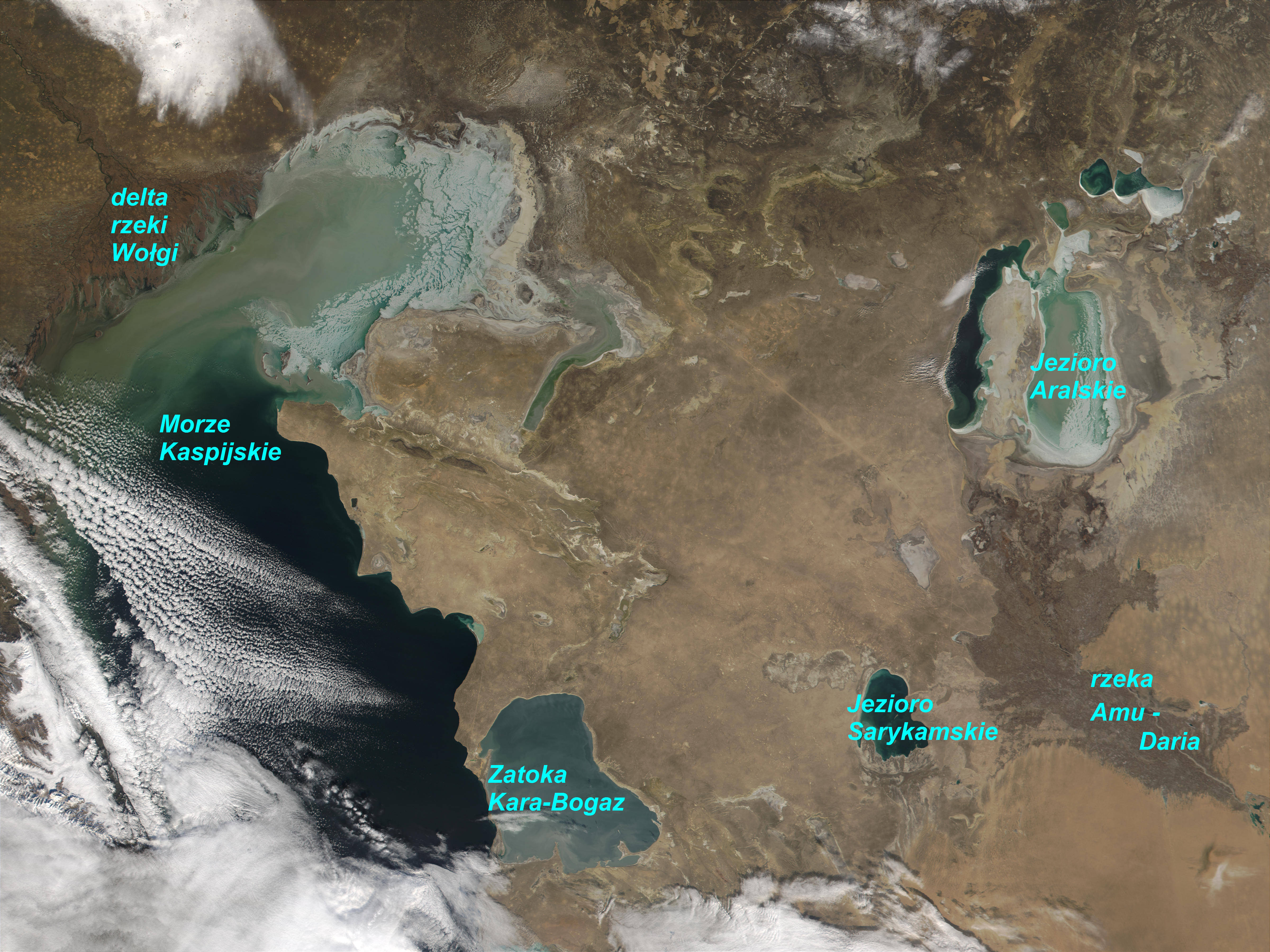
Nizina Turańska w grudniu 2001

Nizina Turańska (ros. Туранская низменность, Turanskaja nizmiennost’) – rozległa nizina w zachodniej części Azji Centralnej. 
Nizina Turańska rozciąga się na terenach na wschód od południowej części Morza Kaspijskiego, płaskowyżu Ustiurt i Jeziora Aralskiego. Na północy przechodzi w Wyżynę Turgajską i Pogórze Kazachskie. Na wschodzie graniczy z zachodnimi krańcami łańcuchów górskich Tienszanu i Ałaju – w nizinę wcinają się zwłaszcza pasma górskie Karatau i Nurota. Na południu Nizinę Turańską zamykają góry Iranu i Afganistanu. Nizina Turańska obejmuje wiele izolowanych wzniesień i depresji. Jej powierzchnia wynosi około 1,2 mln km².
Północny skraj Niziny Turańskiej stanowi półpustynia. Środkową część zajmuje pustynia Kyzył-kum, południową pustynia Kara-kum. Nizinę przecinają dwie wielkie rzeki środkowej Azji: Amu-daria i Syr-daria. Nizina Turańska stanowi jeden z największych na świecie obszarów piaszczystych. Przeciętny roczny opad na nizinie nie przekracza 380 mm. 
Na sztucznie nawadnianych obszarach Niziny Turańskiej znajdują się pastwiska i pola uprawne. Największe miasta Niziny to Daszoguz w Turkmenistanie oraz Nukus i Urgencz w Uzbekistanie. Jest to obszar wydobycia ropy naftowej, gazu ziemnego, siarczanu sodu, rud manganu i miedzi.
Nizina Turańska leży na terytorium Turkmenistanu, Uzbekistanu i Kazachstanu. 